# 小马菲莉
《小马菲莉之缤纷仙境》（英語：Filly Funtasia）是由Jacob和Henrik Andersen为 Dracco制作的3D儿童动画。由小马菲莉同名作品改編，由Dracco Brands提供创意及概念并由兆隆文化科技（广州）有限公司出品。它于2019年3月11日在意大利的Frisbee上首映，并于2019年11月28日在中国的爱奇艺上发布。据创意团队称，该节目的第二季正在制作中，定于夏季的某个时候发布。

## 人物

### 主要角色
璐璐（Rose）
配音：中国→崔婉婉
璐璐是一个可爱、明亮且充满爱心的年轻独角兽，她始终努力做到自己所做的一切都是最好的。她需要证明自己的身份，常常使璐璐陷入压力很大甚至危险的处境。
贝拉（Bella）
配音：中国→青棱
琳琳（Lynn）
配音：中国→小时候
赛迪（Cedric）
配音：中国→绘骨
维力（Will）
配音：中国→杨进

### 主要反派
霸冈（Wranglum）
配音：中国→痞老板
巴提（Battiwigs）
配音：中国→吴浩

### 主要配角
辉夜校长（Miss Sparkle）
配音：中国→木子

## 起源
小马菲莉(Filly)最初由丹麦的Jacob和Henrik Andersen創立，大約在2006年左右設立它自己的玩具生产线。2012年夏季开始该品牌的策劃和發展，其中一位品牌策劃者兼艺术总监Tine S.Norbøll写了该系列的一篇故事劇本。最初該动画的設計工作是由西班牙BRB及Studio 21动画工作室负责，而外包是由北京赤龙世漫文化传播有限公司负责。2015年初，Tine解除与Dracco的合作。後來，BRB和Screen 21中止了该节目的所有工作，并于2016年退出，赤龙世漫亦都相繼退出。2018年，B-Water动画工作室才加入该系列的工作。最終由中国的兆隆文化科技（广州）有限公司接手剩下來之中后期制作。
小马菲莉在发布前五年就遇到了开发问题，并且在最终在意大利上映之前被推迟了四次。原因是荷兰Dracco于2014年2月28日在香港对Simba提起法律诉讼，BRB突然宣佈中止了該动画的所有發展，和后来Andersen兄弟面臨的破产危機。這些不利的局面最终因為兆隆文化的加入而被解決。
2016年4月4日，在MIPTV媒體市場上發布了两部75分钟的特别版電視动画节目，分別是Filly Stars（菲莉明星）和Filly Butterfly（菲莉蝴蝶）。最初由BRB的3D电影部门Apolo Films负责制作，但关于动画的最新動態以及最近是否被取消的消息尚未浮出水面。这就是为什么小马菲莉没有适当的介绍就开始，因為它们只為了解释角色和世界而打算在播出前发布。

中文版由合肥疯子的耳朵文化传媒有限公司负责。

## 集數列表

### 第一季（2019）
| 集数 | 標題                               | 導演                   | 編劇            | 首播日期      | 中国发行日期                                       |
| ---- | ---------------------------------- | ---------------------- | --------------- | ------------- | -------------------------------------------------- |
| 12   | 纸杯蛋糕之谜 The Cupcake Mystery   | Jacob和Henrik Andersen | 待定            | 2019年3月11日 | 2019年11月28日（爱奇艺） 2020年1月20日（金鹰卡通） |
| 34   | 蓝彩虹 The Blue Rainbow            | Jacob和Henrik Andersen | Johnny Hartmann | 2019年3月12日 | 2019年11月29日（爱奇艺） 2020年1月21日（金鹰卡通） |
| 56   | 霸冈的伪装 Wranglum in Disguise    | Jacob和Henrik Andersen | 待定            | 2019年3月13日 | 2019年11月30日（爱奇艺） 2020年1月22日（金鹰卡通） |
| 78   | 终于清静了 Alone at Last           | Jacob和Henrik Andersen | 待定            | 2019年3月14日 | 2019年12月1日（爱奇艺） 2020年1月23日（金鹰卡通）  |
| 910  | 邪恶花园 The Evil Garden           | Jacob和Henrik Andersen | 待定            | 2019年3月15日 | 2019年12月2日（爱奇艺） 2020年1月24日（金鹰卡通）  |
| 1112 | 毁灭之梦 Dream of Doom             | Jacob和Henrik Andersen | 待定            | 2019年3月18日 | 2019年12月3日（爱奇艺） 2020年1月25日（金鹰卡通）  |
| 1314 | 毕施不见了 Bijou on the Loose      | Jacob和Henrik Andersen | Johnny Hartmann | 2019年3月19日 | 2019年12月4日（爱奇艺） 2020年1月26日（金鹰卡通）  |
| 1516 | 绿草原迷宫 The Magical Maze        | Jacob和Henrik Andersen | 待定            | 2019年3月20日 | 2019年12月5日（爱奇艺） 2020年1月27日（金鹰卡通）  |
| 1718 | 一日班主任 Teacher for a Day       | Jacob和Henrik Andersen | 待定            | 2019年3月21日 | 2019年12月6日（爱奇艺） 2020年1月28日（金鹰卡通）  |
| 1920 | 捉迷藏 Hide and Seek               | Jacob和Henrik Andersen | Armin Prediger  | 2019年3月22日 | 2019年12月7日（爱奇艺） 2020年1月29日（金鹰卡通）  |
| 2122 | 迷失的人鱼菲莉 The Lost Mermaid    | Jacob和Henrik Andersen | Carlos Bleycher | 2019年3月25日 | 2019年12月8日（爱奇艺） 2020年1月30日（金鹰卡通）  |
| 2324 | 星之水晶 The Star Crystal          | Jacob和Henrik Andersen | 待定            | 2019年3月26日 | 2019年12月9日（爱奇艺） 2020年1月31日（金鹰卡通）  |
| 2526 | 火龙法里纳 Farina, the Fire Dragon | Jacob和Henrik Andersen | 待定            | 2019年3月27日 | 2019年12月10日（爱奇艺） 2020年2月1日（金鹰卡通）  |

## 播出
小马菲莉原預定於2014年发布，但後來於同年3月30日宣布推迟到2014年第四季度。后来证实该节目将在西班牙電視台兒童頻道和美国V-me頻道播出。本作随后于2015年1月19日再度推迟到2016年。3月10日，宣布小马菲莉将在意大利K2频道播出。 2018年1月16日，该系列再次推迟到2019年才发行。最後, 小马菲莉於2019年3月11日於意大利Frisbee兒童频道以意大利语配音首播。之後乌克兰语配音版本於11月30日首播於PLUSPLUS。小马菲莉雖然未播出英语版本，但英语版预告片已經在2019年9月12日由Imira Entertainment發佈，其中包含了預先完成的配音聲帶。
2019年11月28日，小马菲莉的普通话配音版本率先於爱奇艺首播。發佈不久便吸引了2800位观众收看。之后于2020年1月20日在湖南金鹰卡通卫视首映，當中每一集都分拆成两集，有別於意大利和乌克兰的播出方式。

## 外部連結
- 互联网电影数据库（IMDb）上《小马菲莉》的资料（英文）